# Witwenhaus (Halle)
Das ehemalige Witwenhaus befindet sich am Franckeplatz 5 in Glaucha, Halle (Saale) in Sachsen-Anhalt.

## Geschichte
Am 19. Oktober 1706 kaufte August Hermann Francke den Gasthof „Zum Raubschiff“, auch bekannt als „Glücksschiff“ (1701), für 2400 Taler. Auf Anregung von Frau von Gersdorf bereits einige Jahre zuvor sollte eine Stiftung für „unverheiratete oder verwitwete Frauenzimmer adeligen und bürgerlichen Standes“ gegründet werden, die auch „für Kinder vornehmen Standes“ Sorge tragen sollte. Diese Stiftung kam damals jedoch nicht in Halle zustande, da Frau von Gersdorf sich schließlich an Altenburg wandte, um dort eine ähnliche Einrichtung ins Leben zu rufen.
Am 23. Januar 1703 bot der Geheimerat von Chalkowski in Berlin 3000 Taler an, um „drei christlichen Weibspersonen an hiesigem Orte und bei hiesigen durch Gottes Segen gemachten guten Anstalten, jeder Person 60 Taler jährlich zu gewähren, damit sie ihr Leben in fleißiger Wahrnehmung ihrer Seelen-Wohlfahrt zubringen könnten“. Daraufhin konnte schließlich der Plan umgesetzt werden, in Halle ein Witwenhaus einzurichten.
Für dieses Vorhaben wurde das 1706 erworbene Gebäude, das zuvor als Schule für Waisenkinder genutzt worden war, umgebaut, sodass vier zunächst nur adelige Witwen darin aufgenommen werden konnten. Jede von ihnen hatte eine Kleinwohnung mit eigener Stube und Kammer. Die Witwen speisten gemeinsam. Zu ihrem Unterhalt erhielten sie die 6 % Zinsen aus dem Stiftungskapital von ursprünglich 3000 Talern, das 1713 auf 5000 Taler erhöht wurde.
Stifter des Witwenhauses war jedoch nicht wie allgemein angenommen wird Francke, sondern Carl Hildebrand von Canstein.
Wegen fehlender Mittel musste das gemeinsame Speisen bereits 1716 eingestellt werden, und die Bewohnerinnen waren fortan selbst für ihre Verpflegung verantwortlich. Bis 1760 trug das Waisenhaus die Kosten für den Unterhalt des Witwenhauses. Nach Prüfung der dem Waisenhaus entstehenden Lasten wurde beschlossen, den Kaufpreis des Gebäudes von 2400 Talern vom Stiftungskapital abzuziehen. Die Zinsen aus dem verbleibenden Kapital von 2600 Talern wurden nun für den Unterhalt der Witwen und unverheirateten „Jungfrauen bürgerlichen Standes“ ausgezahlt. Der Zustrom adeliger Damen endete, und das Witwenhaus nahm zunehmend bürgerliche Frauen auf.
Nachdem 1826 ein Teil des Witwenhauses verkauft worden war, ebbte auch der Zustrom bürgerlicher Witwen ab. Die Wohnungen wurden kaum noch von Witwen beansprucht. Einzelne Wohnungen wurden nun auch für andere Zwecke vermietet. 1863 wurde das Gebäude schließlich komplett vermietet und nicht länger als Witwenhaus genutzt. Seit den 1920er Jahren befindet sich im Gebäude die „Buchhandlung des Waisenhauses“, die jedoch seit 1931 nicht mehr Teil der Franckeschen Stiftungen ist.

## Architektur
Der ehemalige Gasthof ist ein zweieinhalbgeschossiger Krüppelwalmdachbau mit leicht vorkragendem Obergeschoss. Das Erscheinungsbild des im 16. Jahrhundert errichteten Gebäudes ist durch Umbauten in der zweiten Hälfte des 17. Jahrhunderts sowie im 18. Jahrhundert barock geprägt. Das Erdgeschoss dient als gemauerter Sockel für die beiden Obergeschosse, die profilierte Balkenköpfe aufweisen. Das Gebäude wurde im Jahr 2012 saniert.

## Denkmalschutz
Das Gebäude steht als Baudenkmal unter Denkmalschutz und mit der Erfassungsnummer 094 56652 im Denkmalverzeichnis von Sachsen-Anhalt.